# Taraxacum hastigerum
Taraxacum hastigerum là một loài thực vật có hoa trong họ Cúc. Loài này được Markl. ex Bäck miêu tả khoa học đầu tiên năm 1974.